# Friedrich Eichhorn

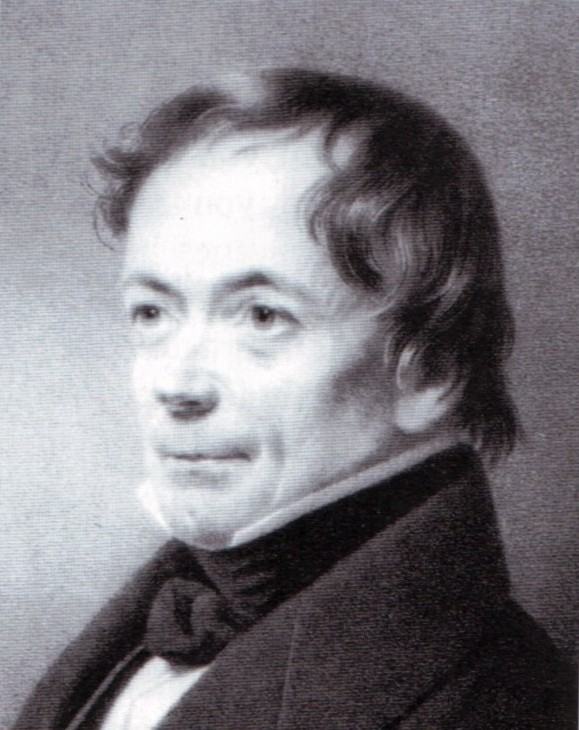
Johann Albrecht Friedrich Eichhorn

Johann Albrecht Friedrich Eichhorn (* 2. März 1779 in Wertheim; † 16. Januar 1856 in Berlin) war ein preußischer Staatsmann und von 1840 bis 1848 preußischer Kultusminister.

## Herkunft und Familie
Der Vater Carl Ludwig Eichhorn war löwenstein-wertheimischer Hofkammerrat und verheiratet mit Maria Sophia (geb. Führer). Er selbst heiratete 1811 Eleonore Philippine Amalie Sack, eine Tochter des königlichen Hofpredigers Friedrich Samuel Gottfried Sack. Aus der Ehe ging unter anderem  Hermann von Eichhorn, später Regierungspräsident in Minden, hervor.

## Leben und Wirken
Eichhorn besuchte die Schule in Wertheim und studierte von 1796 bis 1799 Rechtswissenschaften in Göttingen. Danach war er kurze Zeit Hofmeister der Familie von Auer in Kleve. Seit 1800 dann Auskultator am dortigen Obergericht. Gleichzeitig war er Regimentsquartiermeister im Bataillon Graf Wedel. Mit der Einheit wurde er 1802 nach Hildesheim verlegt und war auch dort am Obergericht tätig. 1806 legte Eichhorn die große Staatsprüfung ab und wurde Kammergerichtsassessor in Berlin. 1809 kam er in Kontakt mit dem gegen die napoleonische Besetzung kämpfenden Wilhelm von Dörnberg. Dies veranlasste Eichhorn, sich dem Freikorps von Ferdinand von Schill anzuschließen, nach einem Unfall schied er aber wieder aus. Seit 1810 war er Kammergerichtsrat in Berlin und seit 1811 gleichzeitig Syndikus der neu gegründeten Universität. 1813 war er Mitglied im Ausschuss zur Organisation der Landwehr und nahm im Stab von Blücher am Beginn der Befreiungskriege teil. Noch im selben Jahr wurde er Mitglied im Zentralverwaltungsdepartement für die besetzten Gebiete unter Heinrich Friedrich Karl vom Stein.
Nach einer kurzen Rückkehr in den Justizdienst ging er 1815 auf Wunsch von Stein als Diplomat nach Paris. Im selben Jahr wurde er zum Geheimen Legationsrat im Ministerium der auswärtigen Angelegenheiten ernannt. In dieser Eigenschaft wurde er ab 1817 zuständig für die „Deutschen Angelegenheiten“ und wurde zum vortragenden Rat ernannt. Eichhorn spielte eine wichtige Rolle in der Vorbereitung der Zolleinheit, insbesondere durch die Einbeziehung verschiedener Enklaven in das preußische Zollgebiet. Damit und mit anderen Maßnahmen war er maßgeblich am Zustandekommen des Zollvereins beteiligt.
Im Jahr 1831 wurde er zum Direktor der zweiten Abteilung des Außenamtes befördert und 1840 von Friedrich Wilhelm IV. überraschend zum Kultusminister („Minister der geistlichen, Unterrichts- und Medizinalangelegenheiten“) ernannt. Durch seine familiäre Verbindung mit dem Hofprediger Sack und als Freund Friedrich Schleiermachers verbanden sich mit ihm Hoffnungen auf eine Liberalisierung. Im Bereich der Schulpolitik hat er diese jedoch durch eine stärkere Bindung der Volksschule an die Kirchen, aber auch durch die Entlassung von Adolph Diesterweg, enttäuscht. Hinzu kam im universitären Bereich die ebenfalls kritisch beurteilte Berufung von Friedrich Wilhelm Joseph Schelling und des konservativen Vordenkers Friedrich Julius Stahl auf der einen Seite und die Entlassung von Bruno Bauer und Karl Nauwerck auf der anderen Seite. In Bezug auf die katholische Kirche richtete Eichhorn eine katholische Abteilung im Ministerium ein, um auf diese Weise zur Beruhigung der katholischen Untertanen nach den Kölner Wirren beizutragen. Im protestantischen Bereich förderte er die Innere Mission und die Tätigkeit von Johann Hinrich Wichern in Preußen. Vor allem aber scheiterte Eichhorn mit dem Versuch, eine synodale Verfassung für die evangelische Kirche durchzusetzen. Er erreichte auf der Generalsynode von 1846 zwar Beschlüsse in seinem Sinne, die jedoch nicht den Wünschen des Königs entsprachen und von diesem nicht akzeptiert wurden. Mit dem Beginn der Märzrevolution musste er dann zurücktreten.

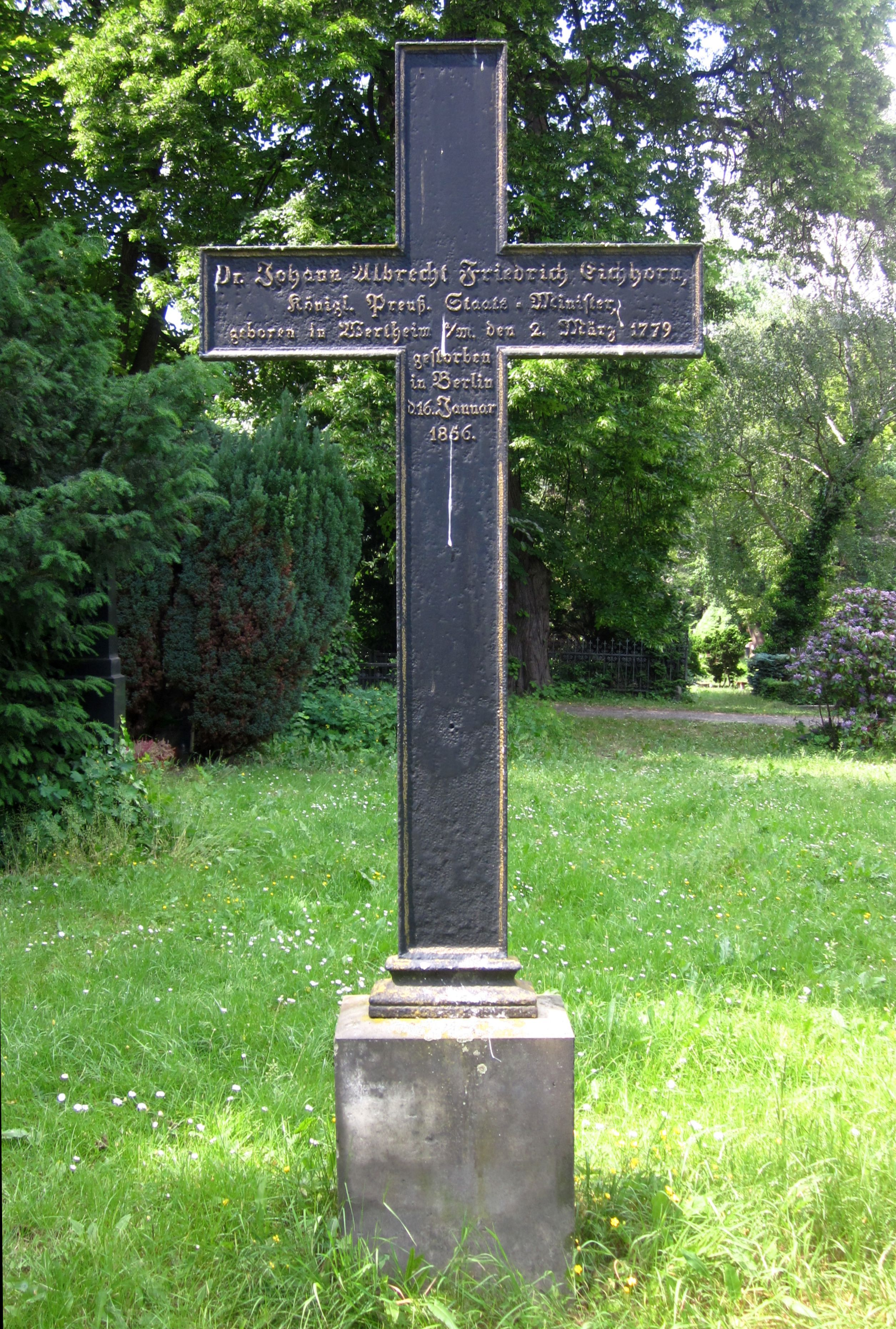
Das Grab von Friedrich Eichhorn in Berlin-Kreuzberg

Von 1817 bis 1848 war er Mitglied im preußischen Staatsrat. 1850 nahm er als Mitglied des Staatenhauses am Erfurter Unionsparlament teil und war dessen Alterspräsident.
Nach Eichhorn ist eine Straße am Potsdamer Platz in Berlin benannt. Der Botaniker Karl Sigismund Kunth beschrieb zu seinen Ehren die Pflanzengattung der Wasserhyazinthen unter dem Namen Eichhornia. Die Universität Göttingen zeichnete ihn 1837 mit der juristischen und 1855 mit der theologischen Ehrendoktorwürde aus.
Friedrich Eichhorn starb 1856 im Alter von fast 77 Jahren in Berlin. Die Beisetzung erfolgte auf dem Dreifaltigkeitsfriedhof vor dem Potsdamer Tor. Auch seine Gattin Eleonore Philippine Amalie geb. Sack (1783–1862) wurde später dort bestattet. Im Jahr 1904 kam es zur Umbettung beider auf den Dreifaltigkeitsfriedhof II an der Bergmannstraße, wo das gusseiserne Grabkreuz von Friedrich Eichhorn erhalten geblieben ist.

## Schriften
- Die Central-Verwaltung der Verbündeten unter dem Freiherrn von Stein. Berlin, 1814.
- An die Widersacher der Vereinigung Sachsens mit Preußen. Frankfurt, 1815